# محمد صادق القاموسي
محمّد صادق بن عبد الأمير بن صادق الربيعي البغدادي المعروف بـالقاموسي (1920 - 1988) شاعر عراقي. ولد في النجف ونشأ فيها فأخذ مقدمات العلوم الأساسية كالأصول والفقه الجعفري والأدب والشعر، ثم درس في مدرسة منتدى النشر وتخرّج بها. قرض الشعر وهو فتّى. تميّز برهافة الحس والذكاء وسرعة الخاطرة والنكتة الحاضرة. وقد ذكرت نماذج من شعره في الكتب التي ترجمت له. توفي في بغداد. 

## سيرته
ولد محمد صادق أو صادق بن عبد الأمير بن صادق البغدادي المعروف بالقاموسي سنة 1339 هـ/ 1920 م أو يقال 1922 في مدينة النجف. وكان أبوه هاجر إليها من بغداد للدارسة والتجارة إبان الحرب العالمية الأولى. نشأ في كنف أبيه الذي كان بزّازًا وكان يرتاد محلّة العلماء والأدباء، فأولع بحبّ الأدب والشعر، وتعهّده أصدقاء أبيه بالرعاية والتعليم، فأخذ عليهم مقدّمات العلوم الأساسية كالأصول والفقه والأدم. ثم درس في مدارس جمعية منتدى النشر الأهلية في النجف، وتخرج فيها العام 1941. عمل فيها أستاذاً للمنطق لسنوات عديدة، وحين أصدرت الكلية مجلتها البذرة اختير مشرفًا ومرشدًا لهيئة تحريرها. 

انتخب عضواً في إدارة الكلية لأكثر من ثلاثين دورة متتالية وكان عضواً مؤسساً وإداريًا في المجمع الثقافي التابع للكلية، وألقى عدداً من المحاضرات في مواسمها الثقافية. 

نظم الشعر مبكرًا وشارك في المناسبات العامة، انتقل إلى بغداد 1959 ونشر مقالاته بصحف بغداد، كما ألف عدة كتب.

توفي في بغداد في 1409 هـ/ 1988 م وأقيمت لاستذكاره جلسات أدبية في بغداد والنجف.

## شعره
له قصائد في كتاب شعراء الغريوأخرى ضمن كتاب حسين الشعريان، وله ديوان شعر أعده وحققه محمد رضا القاموسي، لم يطبع. ذكره عبد العزيز البابطين في معجمه وقال «يصدر شعره عن مناسبات وقتية، قال في رثاء آل البيت ومديحهم، ورثاء أساتذته، وفي مناسبات عامة، كما عارض بعض القصائد، وله غزل يتردد بين اللمح والاعتراف، قصائده متوسطة الطول، وعبارته مستقيمة واضحة المعاني، تتخللها ألفاظ التراث وصوره المأثورة.»

## مؤلفاته
- مشاكل الشباب
- محاضرات إبليس
- المقداد الكندي